# Euphorbia baumii
Euphorbia baumii es una especie fanerógama perteneciente a la familia de las euforbiáceas. Es endémica desde Zimbabue al sur de África.

## Descripción
Es una planta perenne, arbusto suculento que alcanza un tamaño de 0,2 - 0,85 m de altura y habita a una altitud de 420 - 1830 metros.

## Taxonomía
Euphorbia baumii fue descrita por Ferdinand Albin Pax y publicado en Bulletin de l'Herbier Boissier, sér. 2, 8: 636. 1908.
Etimología
Euphorbia: nombre genérico que deriva del médico griego del rey Juba II de Mauritania (52 a 50 a. C. - 23), Euphorbus, en su honor – o en alusión a su gran vientre –  ya que usaba médicamente Euphorbia resinifera. En 1753 Carlos Linneo asignó el nombre a todo el género.
baumii: epíteto otorgado en honor de Hugo Baum (1867 - 1950), botánico alemán que descubrió la especie durante la Expedición Cunene Zambesi al África tropical.